# 히오바니 시메오네
히오바니 파블로 시메오네 발디니(스페인어: Giovanni Pablo Simeone Baldini, 1995년 7월 5일 ~ )는 아르헨티나의 부에노스아이레스 출신 축구 선수이다. 포지션은 공격수이며, 현재 이탈리아 세리에 A의 토리노 소속으로 뛰고 있다. 아틀레티코 마드리드의 감독을 역임한 디에고 시메오네의 아들이기도 하다.

## 어린 시절
히오바니 시메오네는 아르헨티나 부에노스아이레스에서 디에고 시메오네와 카롤리나 발디니 부부의 아들로 태어났다. 디에고 시메오네는 히오바니 시메오네가 태어나던 당시에 아틀레티코 마드리드 소속의 축구 선수로 활약하고 있었다. 히오바니 수아레스는 1997년에 가족들과 함께 이탈리아로 이주했지만 2003년에 스페인으로 이주하게 된다. 히오바니 시메오네에게는 2명의 남동생인 히안루카, 히울리아노가 있다.
2005년에는 가족들과 함께 아르헨티나에 정착했고 2008년에는 리버 플레이트 산하 청소년 클럽에 입단하게 된다. 히오바니 수아레스는 스페인-아르헨티나 이중 국적자이지만 아르헨티나 축구 국가대표팀에서 활약하게 된다.

## 클럽 경력
2013년 8월 4일에 열린 힘나시아 라플라타와의 원정 경기에서 처음 출전하면서 아르헨티나 프리메라 디비시온 무대에 데뷔했으며 2013년 9월 8일에 열린 티그레와의 홈 경기에서 첫 골을 기록했다. 2015년 7월 6일에는 CA 반필드와 1년 간의 임대 계약을 체결했다.
2016년 8월 18일에는 이탈리아의 제노아와 300만 유로의 계약을 체결했다. 2016년 9월 25일에 열린 페스카라와의 경기에 처음 출전하면서 자신의 세리에 A 첫 골을 기록했다. 2017년 8월 16일에는 피오렌티나로 이적했고 2018년 4월 29일에 열린 나폴리와의 경기에서 자신의 세리에 A 첫 해트트릭을 기록했다.

## 국가대표 경력
우루과이에서 개최된 2015년 CONMEBOL U-20 축구 선수권 대회에서 아르헨티나 U-20 축구 국가대표팀의 우승에 기여했으며 대회 골든슈를 수상하는 영예를 안았다. 2018년 9월 8일에 미국 로스앤젤레스에서 열린 과테말라와의 친선 경기에서 처음 출전하면서 아르헨티나 축구 국가대표팀 선수로 데뷔했다.

## 수상

### 클럽
리버 플레이트
- 2014 시즌 아르헨티나 프리메라 디비시온 토르네오 피날 우승
- 2014 시즌 코파 수다메리카나 우승
- 2014 시즌 코파 캄페오나토 우승

SSC 나폴리
- 세리에 A : 우승 (2022-23)

### 국가대표
- 2015년 남아메리카 청소년 축구 선수권 대회 우승

### 개인
- 2015년 남아메리카 청소년 축구 선수권 대회 골든슈 수상